# Kampfname
Ein Kampfname (frz. Nom de guerre) ist ein Pseudonym, das sich ein politischer oder militärischer Führer zulegt oder das ihm zugeschrieben wird, um eine Identifikation mit seiner Person oder den Zielen der Bewegung, für die er kämpft, herzustellen oder zu erhöhen. Viele Boxer tragen ebenfalls Kampfnamen, unter denen sie in den Ring steigen, so lautet beispielsweise der Kampfname von Wladimir Klitschko Dr. Steelhammer. Auch in der japanischen Kampfkunst gibt es seit langem die Tradition, Bugō (武号 = Kriegernamen) zu verwenden.

## Beispiele
Beispiele für Kampfnamen aus Geschichte und Gegenwart sind unter vielen anderen:
Agit
Mahsum Korkmaz, erster Kommandeur der kurdischen Widerstandsorganisation PKK, spielte eine Führungsrolle bei der Planung und Durchführung zum Auftakt des bewaffneten Kampfes der PKK gegen die Türkei am 15. August 1984.
Apo
Abdullah Öcalan, Parteiführer der kurdischen Arbeiterpartei PKK. Sein Kampfname bedeutet „Onkel“ und soll seine Nähe zum kurdischen Volk verdeutlichen.
Willy Brandt
Herbert Ernst Karl Frahm, vierter Bundeskanzler der Bundesrepublik Deutschland, übernahm den Kampfnamen ab 1933 mit der Aufgabe in Oslo, eine Widerstandszelle der Sozialistischen Arbeiterpartei Deutschlands (SAPD) gegen die Herrschaft des Nationalsozialismus aufzubauen. Träger des Friedensnobelpreises 1971.
Commander Robot
Ghalib Andang (Vorname auch: Galib) war Mitglied der islamistischen Terrororganisation Abu Sajaf auf den Philippinen.
Duch
Kaing Guek Eav bzw. Kang Kek Iew bzw. Kaing Kek Iev war von 1976 bis 1979 Folterchef der Roten Khmer in Kambodscha sowie Leiter des berüchtigten Folterlagers „Sicherheitsbüro“ S-21 (Tuol Sleng) in Phnom Penh und ist für den Tod von ca. 16.000 seiner Landsleute verantwortlich. Sein lautmalerischer Kampfname – „Doik“ ausgesprochen – soll den Laut eines sterbenden Tieres wiedergeben. Ab dem 17. Februar 2009 musste sich Kaing Guek Eav vor dem mit Unterstützung der Vereinten Nationen eingerichteten Völkermordtribunal (Rote-Khmer-Tribunal) in Phnom Penh verantworten und wurde im Februar 2012 zu lebenslanger Haft verurteilt. 2020 starb er in Haft.
El Cid
von arabisch as-sayyid für Der Herr – Rodrigo Díaz de Vivar, kastilischer Heerführer und spanischer Nationalheld
Falur Rate Laek
Tetum für die Taube ohne Grab – Domingos Raul, osttimoresischer Widerstandskämpfer und Generalleutnant, seit 2022 Oberbefehlshaber der Streitkräfte Osttimors
Gattamelata
italienisch für die gefleckte Katze – Spitzname des italienischen Condottiere Erasmo di Narni, der auf den verschlagenen Charakter des venezianischen Söldnerführers anspielt.
Ho Chi Minh
Der die Erleuchtung bringt – Nguyen Sinh Cung, vietnamesischer Revolutionär und Präsident Nordvietnams.
Kamenew
Der Steinerne – Leo Rosenfeld, sowjetischer Politiker und Revolutionär
Kim Il-sung
Die Sonne – Kim Song-chu, Diktator Nordkoreas 1945 bis 1994
Lenin
Der von der Lena – Wladimir Iljitsch Uljanow, Revolutionär und Führer der Kommunisten in Russland und Gründer der Sowjetunion. Lenin war unter dem letzten Zaren zeitweise an die Lena in Sibirien verbannt worden, was im Kampfnamen als Verdienst an der Sache zum Ausdruck kommen sollte.
Lu Olo
Taube – Francisco Guterres, osttimoresischer Widerstandskämpfer und Politiker, 2017–2022 Präsident Osttimors
Pol Pot
Saloth Sar, der „Bruder Nummer Eins“, war von 1976 bis 1979 Premierminister der Regierung der Roten Khmer in Kambodscha und in dieser Zeit verantwortlich für den Tod mehr als 1,7 Mio. seiner Landsleute.
Prachanda
Nepali für Der Kämpferische – Pushpa Kamal Dahal, maoistischer Partisanenführer und Premierminister Nepals.
Presidente Gonzalo
Abimael Guzmán, Anführer der maoistischen Guerilla-Bewegung Sendero Luminoso (Leuchtender Pfad) in Peru. Die Bezeichnung als ‚Präsident‘ in Verbindung mit einem beliebigen geläufigen Namen soll das Kampfziel, nämlich die gewünschte Machtübernahme als Präsident des Volkes, vorwegnehmen.
Stalin
Der Stählerne – Jossif Wissarionowitsch Dschugaschwili, Diktator der Sowjetunion von 1924 bis zu seinem Tod 1953. Stalin wollte durch seinen Kampfnamen seine Härte und Kompromisslosigkeit im Kampf für den Bolschewismus herausstellen.
Subcomandante Marcos
Name unbekannt, der Titel „Unterkommandant“ soll ebenso wie die Maskierung symbolisieren, dass die Zapatistas hierarchiefrei agieren und niemand eine besondere Stellung einnimmt. Anderen Deutungen zufolge soll der Titel suggerieren, dass der eigentliche Comandante Emiliano Zapata noch lebe und das Kommando ausübe.
Taur Matan Ruak
Tetum für Zwei scharfe Augen – José Maria Vasconcelos, osttimoresischer Widerstandskämpfer und Politiker, von 2012 bis 2017 Präsident Osttimors
Tirofijo
spanisch für Sicherer Schuss – Manuel Marulanda, Anführer der FARC (Fuerzas Armadas Revolucionarias de Colombia, Revolutionäre Streitkräfte Kolumbiens), einer Rebellenbewegung in Kolumbien. Der populäre Spitzname soll die Kampfkraft und entschlossene Zielstrebigkeit des Benannten unterstreichen.
Tito
Nach dem in seiner Heimat (Zagorje) verbreiteten Namen Tito, einer Variante des lateinischen Vornamens Titus. – Josip Broz, jugoslawischer Widerstandskämpfer und Präsident der Sozialistischen Föderativen Republik Jugoslawien.
Trotzki
nach dem Oberaufseher des Gefängnisses in Odessa – Lew Dawidowitsch Bronstein, sowjetischer Revolutionär, marxistischer Theoretiker und Gründer der Roten Armee. Bronstein wollte mit dieser Namenswahl seinem Hang zur Ironie Ausdruck verleihen.
Wagner
Dmitri Walerjewitsch Utkin hatte eine Vorliebe für die Ästhetik und Ideologie des Dritten Reiches. Sein Kampfname „Wagner“ bezieht sich auf Richard Wagner. Er wählte den Namen Wagners, da dieser einer von Hitlers Lieblingskomponisten war. Die Gruppe Wagner ist nach ihm benannt.